# Діагор Еретрійський
Діагор (дав.-гр. Διαγόρας) — тиран давньогрецького міста Еретрія наприкінці VI ст. до н. е.
За свідченням Аристотеля, належав до аристократичного роду, проте розсварився із знаттю після невдалого сватання.
Зблизився з демосом, за підтримки якого в 538 р. до н. е. захопив владу в місті. Скасував привілеї гіппеїв, запровадивши територіальний поділ громади замість родового.
У 509 р. до н. е. еретрійці позбавили Діагора влади. Колишній тиран залишив місто і перебрався до Коринфа, де невдовзі помер.